# مورچه‌خورک پوزه‌دراز سر دیوید
مورچه‌خورک پوزه‌دراز سر دیوید (نام علمی: Zaglossus attenboroughi) نام یک گونه از سرده مورچه‌خورک پوزه‌دراز است.